# Jaume Molina (organista)
Jaume Molina (? – 11 de juny de 1652) fou un organista aragonès actiu a la catedral de Girona. El 1633, quan Luis Méndez va deixar el magisteri de l’orgue de Girona, es van convocar oposicions l’agost del mateix any però les discrepàncies entre els membres del tribunal van fer que la plaça romangués vacant. Finalment, van atorgar el càrrec, sense oposicions, a Jaume Molina, el qual va regir el magisteri fins al seu traspàs, l’11 de juny de 1652.
Narcís Jeroni Puig, organista de Sant Feliu, va ocupar de forma interina el magisteri de l’orgue fins al nomenament d’un nou titular. A Molina el succeí l’olotí Joan Verdalet, deixeble de Molina a Girona i mestre de capella de Sant Esteve d’Olot el 1650. El seu germà o parent Agustí hi cantava com a tenor agut.